# Christian Lell
Christian Lell, né le 29 août 1984 à Munich, est un footballeur allemand qui évolue au poste de défenseur.

## Biographie
Christian Lell est formé dans l'équipe de jeunes du Bayern Munich. De 2001 à 2004, il évolue dans l'équipe "B" du club en Regionalliga Sud et joue la Coupe du monde des moins de 20 ans en 2003 avec l'équipe d'Allemagne des moins de 20 ans. Il fait ses débuts en Bundesliga le 4 octobre 2003 contre le Hertha BSC Berlin  et apparaît à quatre reprises en équipe première durant cette saison.
il est prêté au FC Cologne de 2004 à 2006 puis retourne au Bayern Munich en juillet 2006 où il est le plus souvent cantonné à un rôle de remplaçant derrière Willy Sagnol, puis Philipp Lahm. En juin 2010, il signe au Hertha Berlin qui vient d'être relégué en deuxième division pour un contrat d'un an plus deux saisons supplémentaires si le club remonte aussitôt en première division. Il signe le 13 août 2012 avec le club espagnol du Levante UD.

## Palmarès
Christian Lell remporte avec le Bayern Munich le titre de champion d'Allemagne en 2008 et termine vice-champion en 2004 et en 2009. Il ne dispute aucune rencontre de championnat lors du titre de 2010. Il gagne également avec le club munichois la Coupe d'Allemagne en  2008 et la Coupe de la Ligue en 2007. Avec les jeunes du Bayern, il remporte le championnat junior B en 2001 et A en 2002.
Avec le FC Cologne, il gagne le championnat d'Allemagne D2 en 2005, performance qu'il réitère en 2011 avec le Hertha Berlin.
International des - de 18 ans, - de 19 ans, - de 20 ans et espoirs, il dispute la Coupe du monde des moins de 20 ans.